# Абхазька залізниця

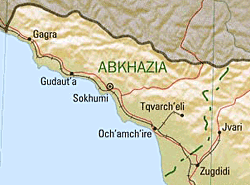
Мапа Абхазії з Абхазькою залізницею

Абхазька залізниця — частина залізниці Грузії, що перебуває поза контролем грузинського уряду і контролюється сепаратистською владою Абхазії. Складається з головної залізниці завдовжки 185 км вздовж Чорного моря і відгалуження до Ахмара (біля Ткварчелі) — 36 км. Була з'єднана до 1992 року з Північно-Кавказькою залізницею і належала Грузинській залізниці, але в результаті війни в Абхазії (1992—1993) з Грузинською залізницею сполучення було перервано. Залізниця фактично перебуває у власності державної компанії (абх. Аҧсны Аиҳаамҩа, рос. Абхазская Железная Дорога), що не визнається грузинською владою. На початок 2008 р. існував лише один регулярний поїзд Москва-Сухумі, також мав місце і нерегулярний вантажний рух.

## Опис
Довжина залізниці — 221 км. Це залізнична магістраль, що перетинає весь регіон від Псоу (грузинсько-російський кордон) до станції Інгурі (адміністративний кордон Абхазії) вздовж узбережжя Чорного моря, а також відгалуження Очамчире — Ткварчелі. Залізниця одноколійна, двоколійних дільниць немає. У 1950—1960-х роках вся залізниця була електрифікована, нині електрифікація збереглася лише на ділянці Псоу — Сухумі. Дільниця Очамчире — Сухумі повністю деелектрифікована у 2007 році. Пасажирські перевезення нині здійснюються від платформи Псоу до станції Сухумі. Дільниця від платформи Ачгуара до станції Інгурі (Грузія) розібрана.
Весь рухомий склад перебуває у дуже зношеному стані та потребує списання або капітального ремонту. Семафори та сигналізація не працюють, координація руху здійснюється за допомогою стільникового зв'язку.
Пасажирський рух представлено лише двома вагонами безпересадкового сполучення Москва — Сухумі у складі поїзда № 76/75 сполученням Адлер — Москва (формування Північно-Кавказької залізниці), курсує зазвичай один поїзд на добу. Дільниця Ткварчелі — Очамчире використовується для постачання вугілля з Ткварчелі до порту Очамчире.
Вокзали на всіх залізничних станціях Абхазької залізниці занедбані та потребують капітальному ремонту.
На станціях Гагра, Гудаута, Сухумі працюють квиткові каси, які підключенні до мережі «Експрес-3».
До 1991 року залізниця в Абхазії входила до складу Закавказької залізниці. Абхазьку дільницю обслуговувало Сухумське відділення, а пізніше Самтредське відділення Закавказької залізниці. У Сухумі перебувало пасажирське вагонне депо ЛВЧД-1, моторвагонне та локомотивне депо. Пасажирські та вантажні поїзди обслуговувались локомотивами ТЧ «Сухумі» та ТЧ «Самтредіа» (Грузія).
Після розпаду СРСР Закавказька залізниця розділилася на Вірменську та Грузинську залізниці.